# Getallenlijn
In de wiskunde is de getallenlijn een voorstelling van de reële getallen in de vorm van een lijn. Op de getallenlijn worden de gehele getallen weergegeven als gemarkeerde punten, die op gelijke afstanden van elkaar zijn geplaatst. Hoewel in de onderstaande afbeelding alleen de gehele getallen van -9 tot en met 9 zijn uitgezet, omvat de getallenlijn alle reële getallen en gaat onbegrensd in beide richtingen door. De getallenlijn wordt vaak als rekenhulpmiddel gebruikt bij het leren van optellen en aftrekken, speciaal wanneer hier negatieve getallen bij zijn betrokken.
De getallenlijn wordt door de oorsprong, het getal nul, in twee helften verdeeld: de negatieve getallen links en de positieve getallen rechts daarvan.
De getallenlijn wordt ten minste sinds de tijd van de oude Grieken bestudeerd, maar werd pas in 1872 voor het eerst gedefinieerd.  

## Tekenen
De getallenlijn wordt meestal horizontaal weergegeven. Gewoonlijk liggen de positieve getallen aan de rechterkant, en de negatieve getallen aan de linkerkant van nul. Een pijl aan beide kanten van de tekening moet suggereren dat de lijn voor onbegrensd, zowel in positieve als negatieve richting, doorloopt.
Een lijn door de oorsprong loodrecht op de reële getallenlijn kan worden gebruikt om de imaginaire getallen weer te geven. Hierdoor wordt de getallenlijn uitgebreid tot het complexe vlak, waarvan de punten de complexe getallen weergeven.

## Topologie
De getallenlijn draagt een topologie die op twee verschillende, maar gelijkwaardige manieren kan worden beschreven. Ten eerste geldt er tussen de reële getallen een totale orde zijn, zodat de getallenlijn een lineair continuüm is. Ten tweede vormen de reële getallen een metrische ruimte door de metriek te gebruiken die door de absolute waarde wordt bepaald:
{\displaystyle d(x,y)=|y-x|}
Deze metriek induceert een topologie op {\displaystyle \mathbb {R} } die equivalent is aan de totale orde op de getallenlijn.